# Ichneumon ustulatus
Ichneumon ustulatus är en stekelart som beskrevs av Gmelin 1790. Ichneumon ustulatus ingår i släktet Ichneumon och familjen brokparasitsteklar. Inga underarter finns listade i Catalogue of Life.